# 高エネルギー物理学国際会議
高エネルギー物理学国際会議（こうエネルギーぶつりがくこくさいかいぎ, 英 : International Conference on High Energy Physics, 略称 : ICHEP）は素粒子物理学において、理論物理、実験物理の両方にわたって最も権威のある国際会議の1つである。1950年に第1回会議が開催され、1960年から隔年（偶数年）開催になった。奇数年に開催されるレプトン・フォトン相互作用国際シンポジウムとともに、国際純粋・応用物理学連合が主導して行われる。第1回会議がニューヨークのロチェスターで開催されたのにちなみ、一般的に「ロチェスター会議」と呼ばれる。

## 開催地一覧
| 回 | 開催期間                  | 開催地           | 開催国         |
| -- | ------------------------- | ---------------- | -------------- |
| 1  | 1950年12月16日            | ロチェスター     | アメリカ合衆国 |
| 2  | 1952年1月11日 - 1月12日   | ロチェスター     | アメリカ合衆国 |
| 3  | 1952年12月18日 - 12月20日 | ロチェスター     | アメリカ合衆国 |
| 4  | 1954年1月25日 - 1月27日   | ロチェスター     | アメリカ合衆国 |
| 5  | 1955年1月31日 - 2月2日    | ロチェスター     | アメリカ合衆国 |
| 6  | 1956年4月3日 - 4月6日     | ロチェスター     | アメリカ合衆国 |
| 7  | 1957年4月15日 - 4月19日   | ロチェスター     | アメリカ合衆国 |
| 8  | 1958年6月30日 - 7月5日    | ジュネーヴ       | スイス         |
| 9  | 1959年7月15日 - 7月25日   | キエフ           | ソビエト連邦   |
| 10 | 1960年8月25日 - 9月1日    | ロチェスター     | アメリカ合衆国 |
| 11 | 1962年7月4日 - 7月11日    | ジュネーヴ       | スイス         |
| 12 | 1964年8月5日 - 8月12日    | ドゥブナ         | ソビエト連邦   |
| 13 | 1966年8月31日 - 9月7日    | バークレー       | アメリカ合衆国 |
| 14 | 1968年8月28日 - 9月5日    | ウィーン         | オーストリア   |
| 15 | 1970年8月26日 - 9月4日    | キエフ           | ソビエト連邦   |
| 16 | 1972年9月6日 - 9月13日    | シカゴ           | アメリカ合衆国 |
| 17 | 1974年7月1日 - 7月10日    | ロンドン         | イギリス       |
| 18 | 1976年7月15日 - 7月21日   | トビリシ         | ソビエト連邦   |
| 19 | 1978年8月23日 - 8月30日   | 東京             | 日本           |
| 20 | 1980年7月17日 - 7月23日   | マディソン       | アメリカ合衆国 |
| 21 | 1982年7月26日 - 7月31日   | パリ             | フランス       |
| 22 | 1984年7月19日 - 7月25日   | ライプツィヒ     | 西ドイツ       |
| 23 | 1986年7月16日 - 7月23日   | バークレー       | アメリカ合衆国 |
| 24 | 1988年8月4日 - 8月10日    | ミュンヘン       | 西ドイツ       |
| 25 | 1990年8月2日 - 8月8日     | シンガポール     | シンガポール   |
| 26 | 1992年8月6日 - 8月12日    | ダラス           | アメリカ合衆国 |
| 27 | 1994年7月20日 - 7月27日   | グラスゴー       | イギリス       |
| 28 | 1996年7月25日 - 7月31日   | ワルシャワ       | ポーランド     |
| 29 | 1998年7月23日 - 7月29日   | バンクーバー     | カナダ         |
| 30 | 2000年7月27日 - 8月2日    | 大阪             | 日本           |
| 31 | 2002年7月24日 - 7月31日   | アムステルダム   | オランダ       |
| 32 | 2004年8月16日 - 8月22日   | 北京             | 中国           |
| 33 | 2006年7月26日 - 8月2日    | モスクワ         | ロシア         |
| 34 | 2008年7月30日 - 8月5日    | フィラデルフィア | アメリカ合衆国 |
| 35 | 2010年7月21日 - 7月28日   | パリ             | フランス       |
| 36 | 2012年7月4日 - 7月11日    | メルボルン       | オーストラリア |
| 37 | 2014年7月2日 - 7月9日     | バレンシア       | スペイン       |
| 38 | 2016年8月3日 - 8月10日    | シカゴ           | アメリカ合衆国 |
| 39 | 2018年7月4日 - 7月11日    | ソウル           | 韓国           |